# Wywallet
Wywallet var en tjänst för betalningar via mobiltelefoner i Sverige. Tjänsten utvecklades av företaget 4T Sverige AB som kontrollerades av den svenska finansinspektionen enligt Lag om elektroniska pengar (2011:755). 4T grundades av mobiloperatörerna Telia, Tele2, Telenor och 3 den 31 oktober 2011. Tjänsten Wywallet lanserades sommaren 2012. 2015 såldes Wywallet till Payex. Wywallet upphörde att fungera som tjänst den 25 maj 2018.

## Om Wywallet
Med hjälp av Wywallet kunde en mobiltelefon användas till flera sorters betalningar: Göra SMS-köp, skicka pengar mellan privatpersoner, handla via internet, handla i butik och ladda kontantkort. Personer med privat mobilabonnemang kunde betala SMS-köp via sin mobiloperatörsfaktura. Övriga betalningar gjordes via Wywallet-kontot, genom att koppla ett kontokort eller via separat faktura. Separat faktura hade en fakturaavgift på 19 kr. Personer med företagsabonnemang kunde inte använda mobiloperatörsfakturan för betalning via Wywallet.
Personer med privat mobilabonnemang kunde göra ett första SMS-köp från företag som använder Wywallet utan registrering i förväg hos Wywallet. Registrering skedde automatiskt vid ett andra SMS-köp. Personer med företagsabonnemang eller kontantkort kunde registrera ett konto via Wywallets mobilapplikation (app) eller webbsida. 

## Historik
Under 00-talet införde mobiloperatörerna betal-SMS vilket innebar att användarna kunde skicka ett SMS med en särskild kod till ett visst nummer, och då skedde en betalning som togs upp på mobilräkningen. Mobiloperatörerna organiserade detta själva. De mest använda tjänsterna för betal-SMS i Sverige var biljetter i lokaltrafiken, men parkeringsavgifter var också vanligt. Insamlingar till välgörenhet exempelvis via TV var ett annat exempel.
Sedan 1 augusti 2010 gäller en betaltjänstlag som tillsammans med Lagen om elektroniska pengar och Lagen om åtgärder mot penningtvätt och finansiering av terrorism förbjuder vissa anonyma elektroniska betalningar. Lagen innebär även att vissa betalningar som kan misstänkas finansiera brottslig verksamhet ("åtgärder ska anpassas efter risken för penningtvätt eller finansiering av terrorism") måste göras icke-anonymt. Det innebär också att omfattande penninghantering genom sms kräver tillstånd av Finansinspektionen. Bland annat för att hantera lagkraven grundade de svenska mobiloperatörerna  Telia,  Tele 2, Telenor och 3 gemensamt företaget 4T som tillhandahöll tjänsten Wywallet. 2015 förvärvade Payex Wywallet.

## Kritik
Mycket kritik har baserats på uppfattningen att Wywallet har varit orsaken till att registreringskravet för SMS-köp införts. Kravet om kundkännedom för betaltjänstleverantörer är definierat i lag (2009:62) om åtgärder mot penningtvätt och finansiering av terrorism, vilket innebär att alla användares identitet måste vara känd, och detta krav hade behövts uppfyllas även om mobiloperatörerna fortsatt erbjuda SMS-köp under egen regi, även om de redan kände till identiteten hos sina abonnenter, dock inte de med kontantkort. Möjligheten som lagen ger att undanta vissa typer av mikrotransaktioner (dvs betalningar som gäller små belopp) har inte kommenterats av mobiloperatörerna. En anledning var att betaltjänstlagen inte hade samma undantag, dvs lagarna motsade varandra. Registreringen hos Wywallet behövdes även för de som hade abonnemang (trots att deras identitet var känd hos operatörerna), eftersom operatörerna inte ville lämna ut sina kundregister till ett externt företag.
Flera i Sverige ansåg att registrering för SMS-betalningar var krångligare än tidigare då sådan registrering inte behövdes. Wywallet har vidare fått kritik för att mobilapplikationen haft brister i användarvänlighet, att tjänsten upplevts försedd med dolda avgifter och att användarvillkoren var otydliga kring företagets rätt att dela information om användarna till handlare och partnerföretag. Wywallet uppdaterade i januari 2013 sina villkor och förtydligade då att användarinformation inte får säljas till tredje part. Mobilapplikationen har i både Apple Iphones App store och i Androids Google Play fått låga betyg.
Omsättningen av SMS-köp minskade efter att registreringskravet infördes vilket bland annat drabbade insamlingar till välgörenhet. Röda Korset uppgav inledningsvis att deras SMS-gåvor minskade med 92%, men meddelade senare att SMS-gåvorna börjat återhämta sig igen. Trafikföretagen SL och Västtrafik (de två största mottagarna av betal-SMS före Wywallet) skaffade andra system för betalning via SMS. Skånetrafiken använde sig av Wywallet fram till april 2014, och bytte sedan till ett annat system. Alla tre upphörde med SMS-biljetter till förmån för mobilapp omkring 2016. För samtliga kollektivtrafikbolag uppstod initialt stora minskningar i antal köpta SMS-biljetter.  I juni 2013 förenklade Wywallet registreringsprocessen så att de flesta kan göra SMS-köp utan förhandsregistrering.